# Олд, Бен
Бенджамин Крейг Олд (англ. Benjamin Craig Old; род. 13 августа 2002, Окленд) — новозеландский футболист, атакующий полузащитник клуба «Сент-Этьен» и сборной Новой Зеландии. Участник Олимпийских игр 2020 и 2024 годов.

## Клубная карьера
Олд — воспитанник клубов «Гибискус Коаст», «Норт Шо Юнайтед» и «Веллингтон Феникс». 22 мая 2021 года в матче против «Уэстерн Юнайтед» он дебютировал в A-Лиге в составе последних. 30 марта 2022 года в поединке против «Брисбен Роар» Бен забил свой первый гол за «Веллингтон Феникс». Летом 2024 года Олд перешёл во французский «Сент-Этьен». 17 августа в матче против «Монако» он дебютировал в Лиге 1.

## Международная карьера
В 2019 году в составе юношеской сборной Новой Зеландии Олд принял участие в юношеском чемпионате мира в Бразилии. На турнире он сыграл в матчах против команд Анголы и Канады.
В 2020 году Белл в составе олимпийской сборной поехал на Олимпийские игры в Токио. На турнире он был запасным и на поле не вышел.
18 марта 2022 года в отборочном матче чемпионата мира 2022 против сборной Папуа — Новой Гвинеи Олд дебютировал за сборную Новой Зеландии. 21 июня 2024 года в поединке Кубка наций ОФК против сборной Вануату он забил свой первый гол за национальную команду.
В 2024 году Олд был включён в заявку олимпийской сборной Новой Зеландии на участие в Олимпийских играх в Париже. На турнире он был запасным и на поле не вышел.

### Голы за сборную Новой Зеландии
| № | Дата         | Место                                 | Противник | Счёт | Результат | Соревнование         |
| - | ------------ | ------------------------------------- | --------- | ---- | --------- | -------------------- |
| 1 | 21 июня 2024 | Фрешуотер Стэдиум, Порт-Вила, Вануату | Вануату   | 0:4  | 0:4       | Кубок наций ОФК 2024 |